# اوترین (صربستان)
اوترین (به صربی: Utrine) یک منطقهٔ مسکونی در صربستان است که در ناحیه بانات شمالی واقع شده‌است. اوترین ۱٬۰۳۸ نفر جمعیت دارد و ۱۰۱ متر بالاتر از سطح دریا واقع شده‌است.